# Michail Prochorov

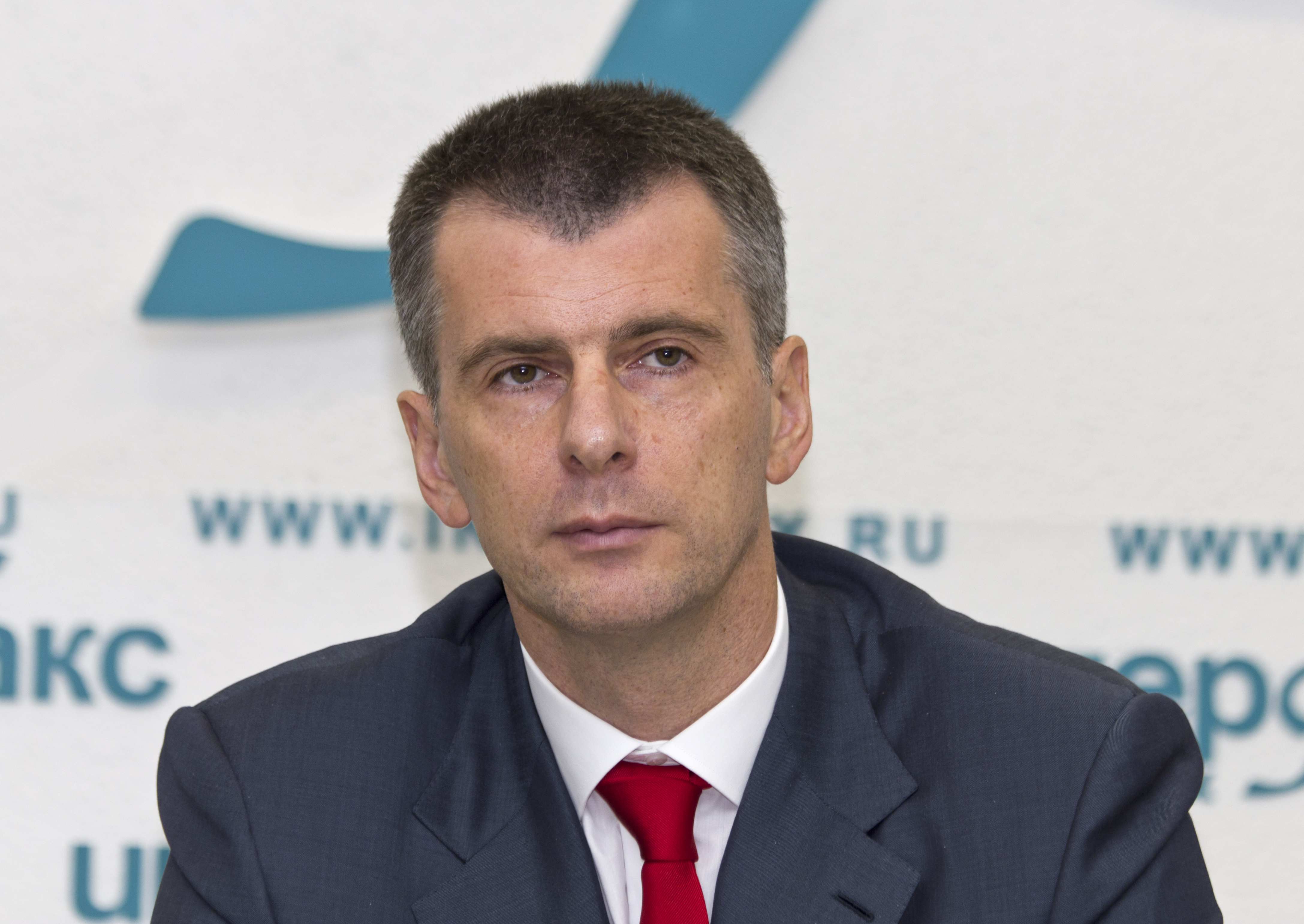
Michail Prochorov

Michail Dmitriejevitsj Prochorov (Russisch: Михаил Дмитриевич Прохоров) (Moskou, 3 mei 1965) is een Russische miljardair en stond in 2010 op de 39e plaats van de Forbeslijst van de rijkste mensen ter wereld met vermogen van 13,4 miljard dollar (in 2008 was dit nog 19,5 miljard). In 2009 schreef het Russische blad Finans dat hij de rijkste man van Rusland was met 14,1 miljard dollar. In 2010 werd hij echter volgens Forbes voorbijgestreefd door Vladimir Lisin.
Hij maakte naam in de financiële sector en werd een van Ruslands leidende industriëlen in de mijnindustrie. Hij is de voormalige topman van Norilsk Nikkel, 's werelds grootste producent van nikkel en palladium en is momenteel de topman van Poljoes Zolota, Ruslands grootste goudproducent.
Mei 2007 startte Prochorov de Russische investeringsmaatschappij Onexim dat zich richt op de ontwikkeling van nanotechnologie, waterstof brandstofcellen en andere hightech projecten en de winning van non-ferrometalen en edelmetalen. Een van de belangrijkste onderzoeksterreinen houdt de productie in van materialen met ultradunne structuren voor de opwekking van energie en de productie van medicijnen.
Juni 2007 kondigde de Russische premier Michail Fradkov de samenstelling van een overheidscommissie voor nanotechnologie aan voor de toezicht op de ontwikkeling van nanotechnologie in Rusland. Prochorov is een van de 15 leden van de commissie, die wordt voorgezeten door de Russische vicepremier Sergej Ivanov.

## Jonge jaren en opleiding
Michail Prochorov werd geboren op 3 mei 1965 en heeft een oudere zus, Irina. Zijn moeder was hoofd van het departement voor polymeeronderzoek aan het Moskou Instituut voor Chemie. Zijn vader was hoofd van een laboratorium. Hij werd toegelaten tot het Financieel Instituut van Moskou (tegenwoordig de Financiële Academie) in internationale economische relaties mede dankzij de hoge ogen die hij scoorde tijdens zijn middelbareschoolopleiding en de aanbevelingen van de Leninistische communistische jongerenbond. In 1989 studeerde hij af aan het instituut.

## Carrière
Van 1989 tot 1992 was hij voorzitter van het bestuur van de Internationale Bank voor Economische Samenwerking (IBEC). In 1993, ten tijde van de grotendeels ongecontroleerde privatisering van de voorheen door de staat gecontroleerde industrie na de val van het communisme, bewerkstelligde Prochorov samen met Vladimir Potanin de overname van Norilsk Nikkel door de Onexim Bank, waar hij voorzitter van de raad van bestuur was.
Het hoofdkwartier van Norilsk is in de gelijknamige plaats in Siberië. De arbeidscondities zijn er slecht en het milieu is zwaar verontreinigd. Prochorov zou flink geïnvesteerd hebben in het onder controle krijgen van de vervuiling. Hij transformeerde Norilsk Nikkels gouddelvingsoperatie in het succesvolle Poljoes Zolota, Ruslands grootste goudproducent, waarvan hij ook topman is.

## Reputatie
Op 9 januari 2007 werd Prochorov in de Franse plaats Courchevel aangehouden tijdens een aldaar door hem georganiseerd extravagant feest. De politie beschouwde de daar aanwezige, per privéjet uit Moskou overgevlogen, vrouwen als illegale prositituees. Prochorov werd beschuldigd van betrokkenheid bij prostitutie en vrouwensmokkel. Wegens gebrek aan bewijs werd hij uiteindelijk niet aangeklaagd en vier dagen later vrijgelaten. In april van dat jaar trok hij zich terug uit Norilsk Nikkel.
Prochorov is een vrijgezel die in de wereld en met name in Rusland bekendstaat om zijn uitbundige levensstijl. Hij werd in augustus 2008 in genoemd als koper van een voormalig koninklijk paleis aan de Franse Rivièra, de duurste villa ter wereld.
Eind september 2008 lanceerde Prochorov zijn eigen glossy met de naam Snob, een acroniem van Средство немассовой информации. Hiermee zou een investering van ruim 100 miljoen zijn gemoeid..

## Presidentskandidaat (2012) en oprichter Burgerplatform
Prochorov werd in 2011 voorzitter van de politieke partij Rechtse Zaak. In 2012 deed hij als onafhankelijke kandidaat mee aan de presidentsverkiezingen van dat jaar. Hij kreeg bijna 8% van de stemmen en eindigde als derde (de nummer twee, kreeg 17% van de stemmen; Poetin, die de verkiezingen won, kreeg 63% van de stemmen). Volgens Prochorov waren de verkiezingen oneerlijk verlopen.
Op 4 juni 2012 richtte Prochorov de partij Burgerplatform op en werd de eerste voorzitter van deze partij. In 2015 werd Prochorov als partijleider vervangen door Riftat Sjaichoetdinov die de koers van zijn voorganger bekritiseerde.